# Jardin botanique des Causses
 (juillet 2025).
Si vous disposez d'ouvrages ou d'articles de référence ou si vous connaissez des sites web de qualité traitant du thème abordé ici, merci de compléter l'article en donnant les références utiles à sa vérifiabilité et en les liant à la section « Notes et références ».
Le jardin botanique des Causses est un jardin botanique dans la commune de Millau, département français de l'Aveyron, région Occitanie.
Ouvert en 1998, il est intégré au Parc naturel régional des Grands Causses.

## Localisation
Le jardin est situé au 17 avenue Charles de Gaulle au sein du parc de la Victoire dans la commune de Millau. Il est géré par la commune et il est accessible tous les jours, librement et gratuitement.

## Historique
Il est créé en 1998 avec le concours du botaniste auteur de « Fleurs et Paysages des Causses », Christian Bernard.

## Description
Sur 6 500 m2, il abrite de nombreux arbres et arbustes représentant 80 espèces du plateau calcaire de la région et du Parc Naturel Régional des Grands Causses voisin. Les plantes d'intérêt comprennent l'arbousier, le hêtre, le cèdre du Liban, le liquidambar, le chêne, le séquoia, des collections de roses et d'ophrys de l'Aveyron.
On y trouve aussi des éléments du petit patrimoine local : Caselle, Lavogne, bouissiere.
Le jardin présente six milieux différents typiques du Sud-Aveyron : la forêt calcicole, la pelouse sèche du Causse, la pelouse méditerranéenne, la pelouse rocailleuse, le milieu dolomitique et les plantes des moissons. Près de 200 espèces y sont présentées avec une importante collection de sauges.